# Weston-super-Mare (stacja kolejowa)
Weston-super-Mare – stacja kolejowa w mieście Weston-super-Mare  na linii Taunton - Bristol Temple Meads. Wybudowana w 1845 roku, zaprojektowana przez Isambarda Kingdom Brunela (poprzednia wersja budynku). Stacja leży na uboczu linii, gdyż posiada obwodnicę omijającą stację. 

## Ruch pasażerski
Stacja obsługuje 836 tys. pasażerów rocznie. Stacja ma znaczenie lokalne i regionalne, zwłaszcza jest popularna wśród kuracjuszy i wczasowiczów. można uzyskać bezpośrednie połączenie do następujących większych miast: Bristol, Cardiff, Exeter, Newport, Plymouth, Taunton. Ze względu na krótkie i niewymiarowe perony, nie zatrzymują się na niej pociągi dalekobieżne linii First Great Western (jedynie dwa dziennie). 

## Obsługa pasażerów
Kasa biletowa, automat biletowy, WC, bar, punkt służby ochrony kolei. postój taksówek, przystanek autobusowy.